# Regno di Israele
Con Regno di Israele (in ebraico מַמְלֶכֶת יִשְׂרָאֵל, Mamlekhet Yisra'el) o Regno di Samaria, chiamato spesso anche Regno del Nord in contrapposizione con il Regno di Giuda, che è a Sud, si intende il regno formatosi, secondo quanto affermato nell'Antico Testamento, alla morte di Salomone attorno al 933 a.C., quando le tribù ebraiche del nord si separarono da quelle del sud, che a loro volta diedero vita al Regno di Giuda.
Il nome può anche essere utilizzato per indicare il precedente regno formatosi, sempre secondo l'Antico Testamento, attorno al 1030 a.C., nell'attuale stato d'Israele. Ebbe come re Saul, Is-Bàal, Davide e Salomone. Più propriamente questo regno viene indicato col nome di "Regno di Giuda e Israele".

## Nome
Nella Bibbia ebraica il Regno d'Israele viene anche chiamato "Casa di Giuseppe" e "Israele in Samaria".

## Territorio e popolazione
Il territorio del Regno d'Israele comprendeva tutti i territori delle tribù israelitiche che non avevano accettato Roboamo come successore al trono di Re di Giuda e Israele dopo la morte di Salomone, cioè quelle di Ruben, Dan, Neftali, Gad, Aser, Issachar, Zabulon, Efraim e Manasse.
Le restanti due tribù, quella di Beniamino e quella di Giuda, costituirono quindi il Regno di Giuda.

## Sovrani del Regno di Israele

Regno di Israele (a nord) e Regno di Giuda (a sud) alla morte di Salomone (circa 933 a.C.).

A differenza del Regno di Giuda, dove restò al potere ininterrottamente la casa (cioè la dinastia) di Re Davide, trasmettendo il regno di padre in figlio, nel Regno di Israele mai ci fu una dinastia che riuscisse ad affermarsi a lungo, ma solo per poche generazioni: poi con un colpo di Stato o per altre vicende il potere passava ad una casa diversa.
Nota: questi nomi sono elencati nel testo originale della Bibbia in ebraico; la loro traslitterazione in italiano o in altre lingue moderne non sempre è univoca.

### Casa di Geroboamo
- 922 a.C.-901 a.C.: Geroboamo I
- 901 a.C.-900 a.C.: Nadab

### Casa di Baasa
- 900 a.C.-877 a.C.: Baasa
- 877 a.C.-876 a.C.: Ela

### Casa di Zimri
- 876 a.C.-876 a.C.: Zimri

### Casa di Omri
- 876 a.C.-869 a.C.: Omri
- 869 a.C.-850 a.C.: Acab
- 850 a.C.-849 a.C.: Acazia
- 849 a.C.-842 a.C.: Ioram

### Casa di Jehu
- 842 a.C.-815 a.C.: Jehu
- 815 a.C.-801 a.C.: Ioacaz
- 801 a.C.-786 a.C.: Ioas
- 786 a.C.-746 a.C.: Geroboamo II
- 746 a.C.-746 a.C.: Zaccaria

### Casa di Sallum
- 745 a.C.-745 a.C.: Sallum

### Casa di Menachem
- 745 a.C.-738 a.C.: Menachem
- 738 a.C.-737 a.C.: Pekachia

### Casa di Pekach
- 737 a.C.-732 a.C.: Pekach

### Casa di Osea
- 732 a.C.-722 a.C.: Osea

## Fine del regno

Distruzione del Regno di Israele e deportazione degli ebrei.

Nel 734 a.C. il re Pekach, alleato con Rezin, re di Damasco, cercò di coinvolgere il regno di Giuda in una coalizione anti-assira, e al rifiuto organizzò una "spedizione punitiva" nota come guerra siro-efraimita. Il re assiro Tiglat-Pileser III nel 733 a.C. attaccò il regno e ne annesse una parte, insediando un certo Osea (732 a.C.-722 a.C.) e deportando parte della popolazione in Assiria (2Re15,29;1Cr5,26). Quando Osea si ribellò agli Assiri intervenne il re Salmanassar V che nel 722 a.C. distrusse la città di Samaria, capitale del regno. Deportò gran parte della popolazione israelita in varie zone del nord della Mesopotamia (2Re17,6), dove si fusero con le altre popolazioni (vedi Dieci tribù perdute d'Israele), e deportò nella neoistituita provincia assira di Samaria popolazioni di diverse origini (2Re17,24), da cui originarono i samaritani, mentre la Galilea e la Gaulanitide rimasero poco popolati sebbene vi risiedessero ancora gli israeliti.
La Samaria sarebbe continuata a passare in numerose mani fino alla conquista romana e all'annessione alla provincia della Giudea romana assieme alla Galilea e ai territori confinanti.